# نارسيسا ليكشانو
نارسيسا ليكشانو (بالرومانية: Narcisa Lecușanu)‏ مواليد 14 سبتمبر 1976 في باكاو، رومانيا، هي لاعبة كرة يد رومانية معتزلة. مثلت منتخب رومانيا لكرة اليد للسيدات. شاركت في دورة الألعاب الأولمبية الصيفية سنة 2008. حققت المركز الثاني في بطولة العالم لكرة اليد للسيدات 2005.

## سجل المنافسة
شاركت في البطولات التالية:
- بطولة العالم لكرة اليد للسيدات 2005
- بطولة العالم لكرة اليد للسيدات 2007

## الميداليات
| الميدالية | المسابقة                            |
| --------- | ----------------------------------- |
| فضية      | بطولة العالم لكرة اليد للسيدات 2005 |

## روابط خارجية
- نارسيسا ليكشانو على موقع الاتحاد الأوروبي لكرة اليد (الإنجليزية)
- نارسيسا ليكشانو على موقع أوليمبيديا (الإنجليزية)